# 三花假卫矛
三花假卫矛（学名：Microtropis triflora）是卫矛科假卫矛属的植物，是中国的特有植物。分布于中国大陆的云南、贵州、四川、湖北等地，生长于海拔1,300米至2,100米的地区，一般生长在林中以及山坡林缘，目前尚未由人工引种栽培。

## 异名
- Microtropis triflora Merr. et Freem. var. szechuanensis C. Y. Cheng et Kao